# Географія Габону
Габон — центральноафриканська країна, що знаходиться на західному узбережжі екваторіальної частини континенту . Загальна площа країни 267 667 км² (77-ме місце у світі), з яких на суходіл припадає 257 667 км², а на поверхню внутрішніх вод — 10 тис. км². Площа країни вдвічі менша за площу території України. 

## Назва
Офіційна назва — Габонська Республіка, Габон (фр. Republique Gabonaise, Gabon). Назва країни походить від португальської назви річки Мбе, «Габао» (порт. Gabao) — плащ з каптуром. Бухта, в яку впадає річка і нагадує формою плащ, була відкрита 1472 року. За іншою версією назву річка дістала від пологу густих хащів, що вкривали її води ніби плащем.

## Географічне положення

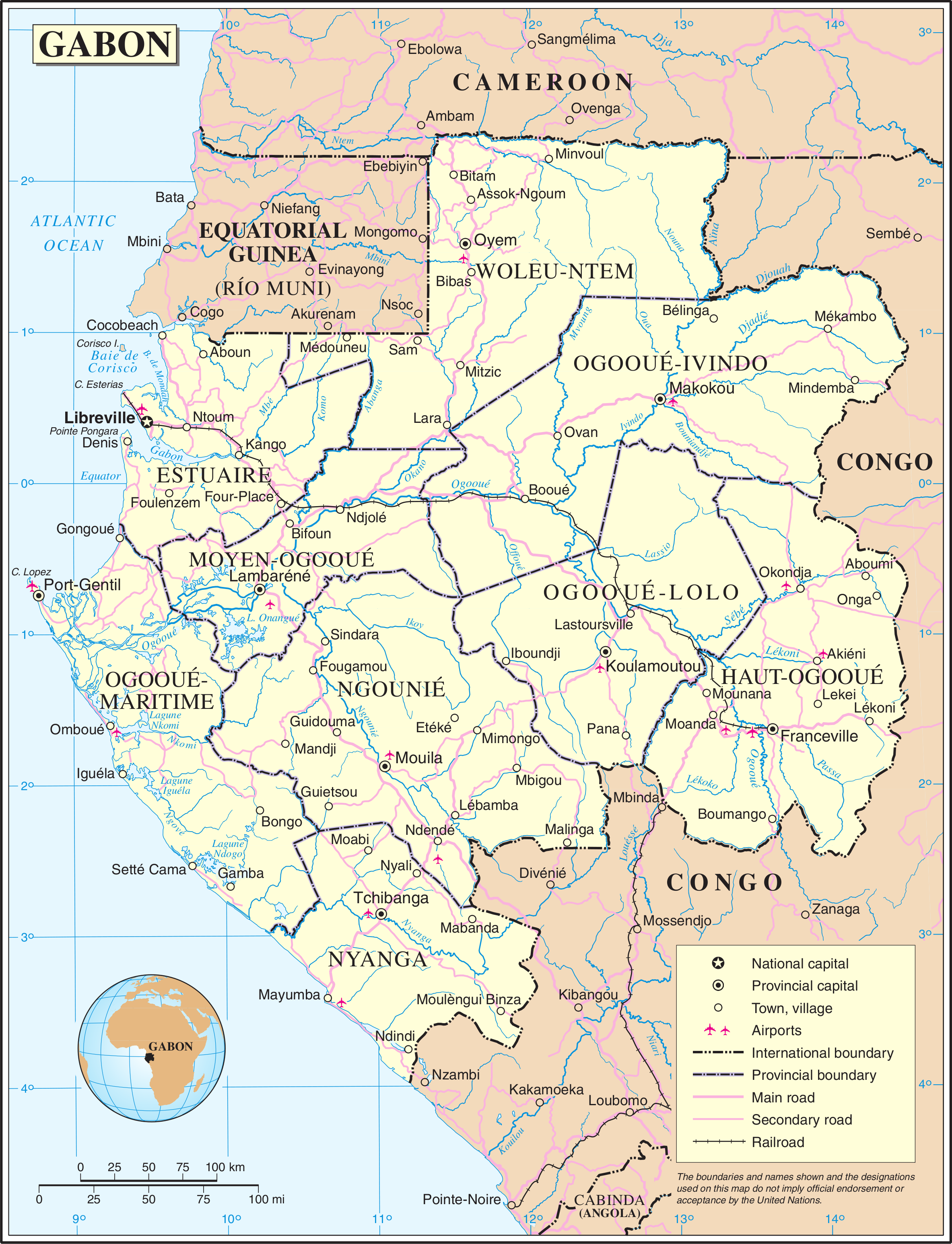
Карта Габону від ООН

Габон — центральноафриканська країна, що межує з трьома іншими країнами: на півночі — з Камеруном (спільний кордон — 349 км), Екваторіальною Гвінеєю (345 км), на сході — з Республікою Конго (2567 км). Загальна довжина державного кордону — 3261 км. Габон на заході омивається водами Гвінейської затоки Атлантичного океану. Загальна довжина морського узбережжя 885 км.
Згідно з Конвенцією Організації Об'єднаних Націй з морського права (UNCLOS) 1982 року, протяжність територіальних вод країни встановлено в 12 морських миль (22,2 км). Прилегла зона, що примикає до територіальних вод, в якій держава може здійснювати контроль необхідний для запобігання порушень митних, фіскальних, імміграційних або санітарних законів простягається на 24 морські милі (44,4 км) від узбережжя (стаття 33). Виключна економічна зона встановлена на відстань 200 морських миль (370,4 км) від узбережжя.

### Час
Час у Габоні: UTC+1 (-1 година різниці часу з Києвом).

## Геологія

### Корисні копалини
Надра Габону багаті на ряд корисних копалин: нафту, природний газ, алмази, ніобій, марганець, уранові руди, золото, залізну руду.

## Рельєф
Середні висоти — 377 м; найнижча точка — рівень вод Атлантичного океану (0 м); найвища точка — гора Ібунджі (1575 м).

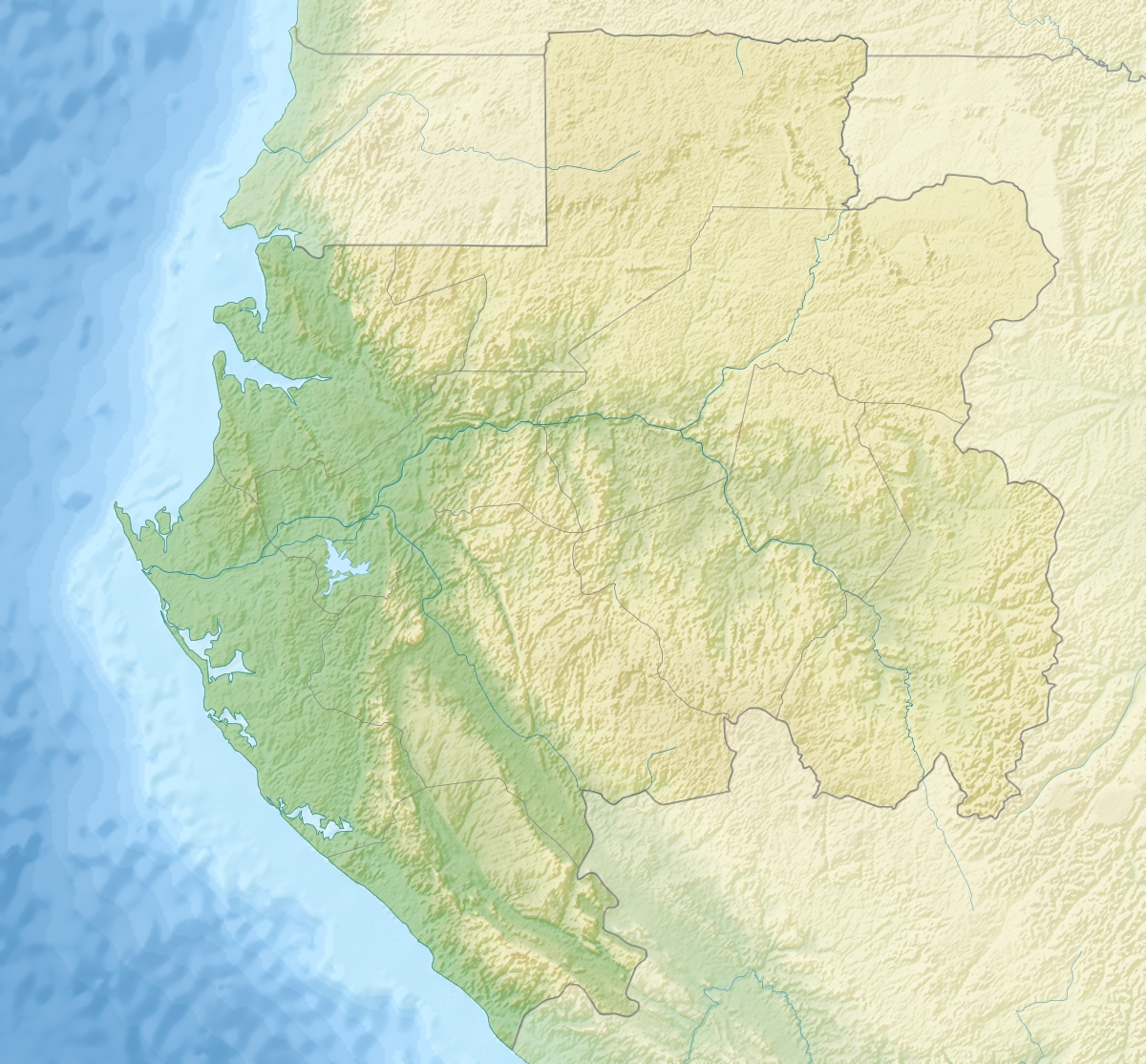
Рельєф Габону
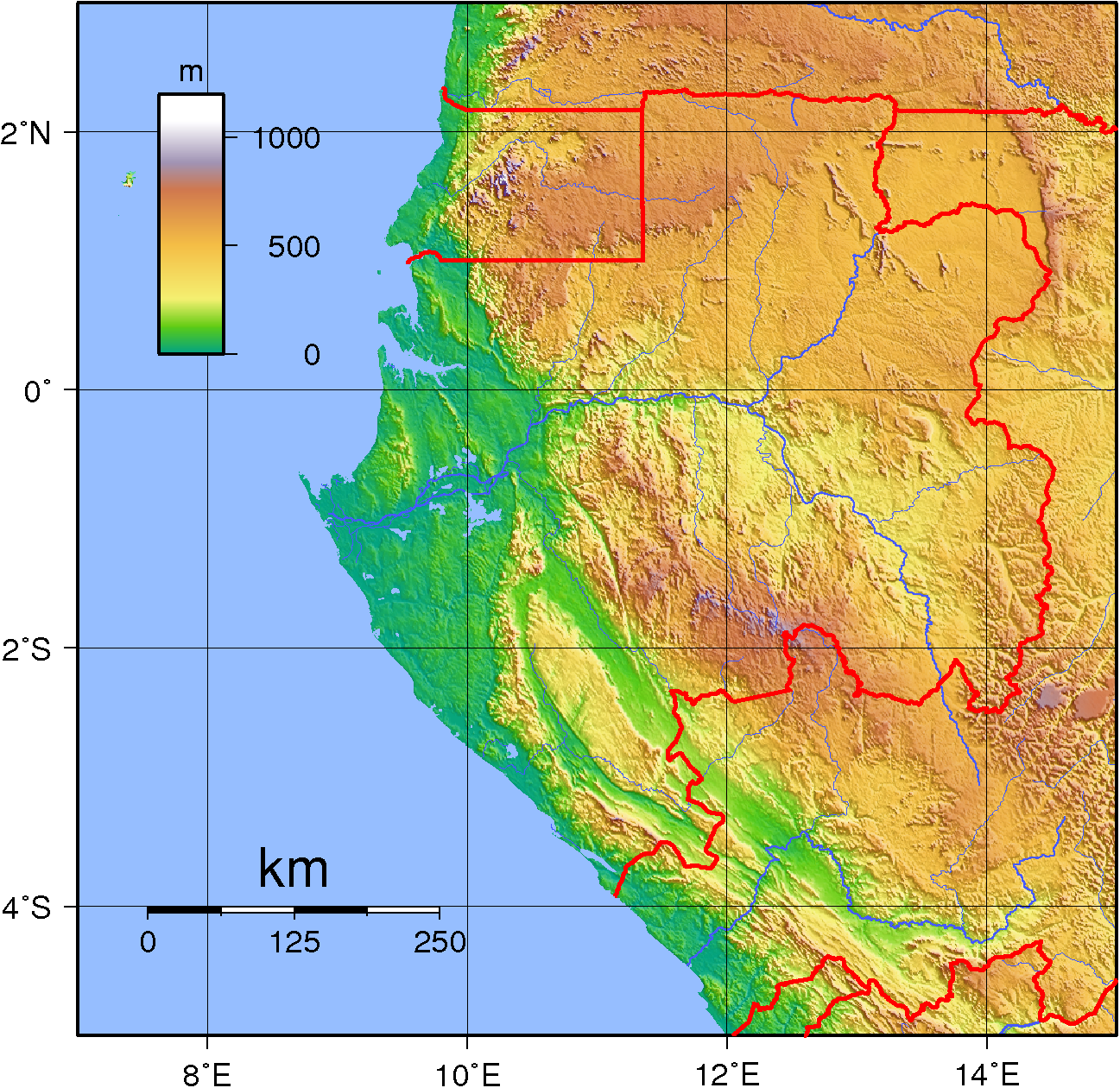
Гіпсометрична карта  Габону
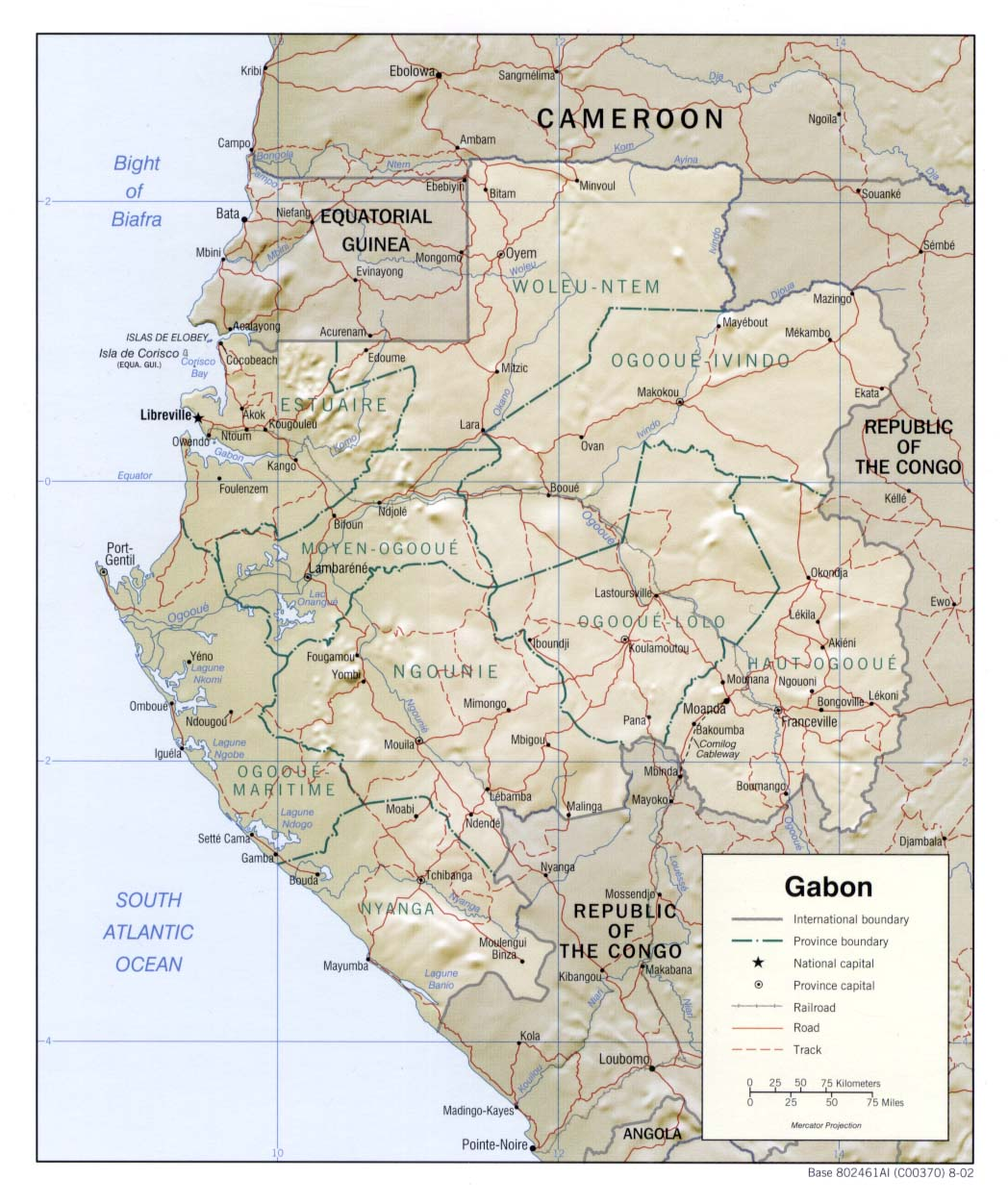
Рельєф Габону
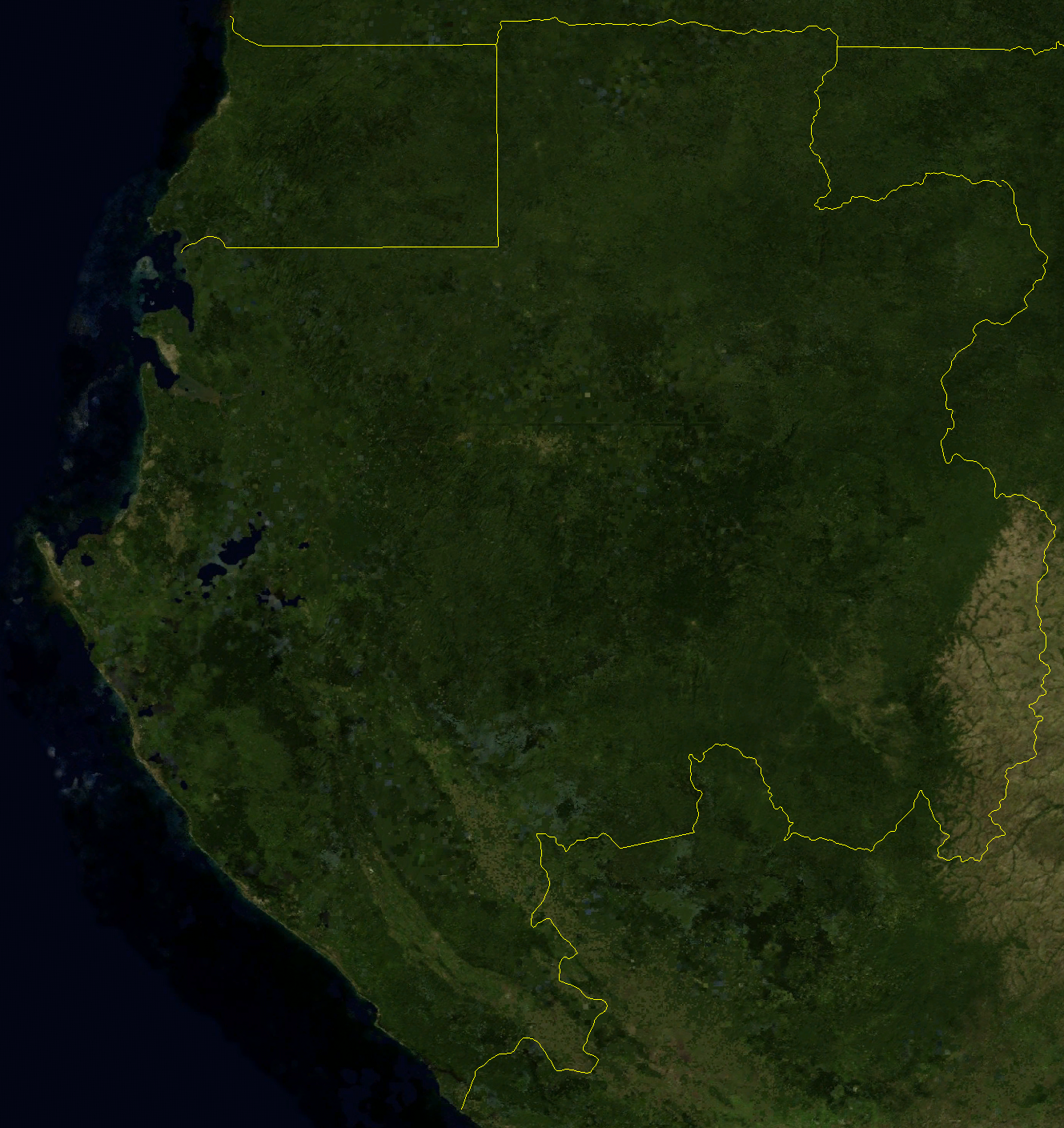
Супутниковий знімок поверхні країни
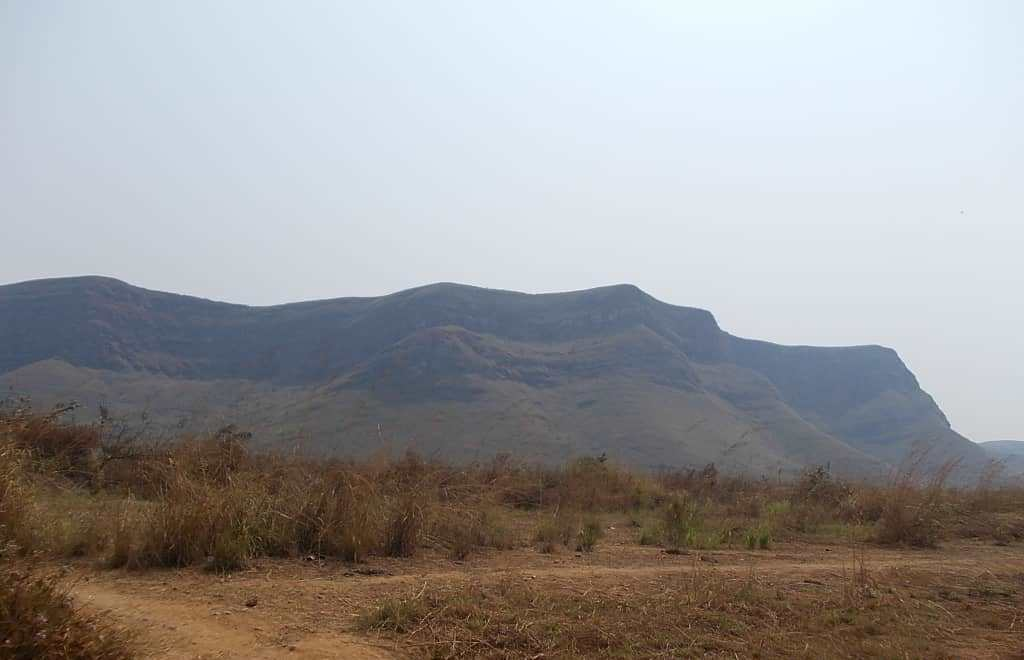
Кришталеві гори

## Клімат
Більша частина території Габону лежить у екваторіальному кліматичному поясі, атлантичне узбережжя — у тропічному. На півночі й в центрі цілий рік панують екваторіальні повітряні маси. Цілий рік спекотно, сезонні коливання температури незначні, значно менші за добові. превалюють слабкі вітри, цілий рік надмірне зволоження, майже щодня по обіді йдуть дощі, часто зливи з грозами. На узбережжі спекотна посушлива погода з великими добовими амплітудами температури. Переважають східні пасатні вітри. У теплий сезон з океану можуть надходити шторми.

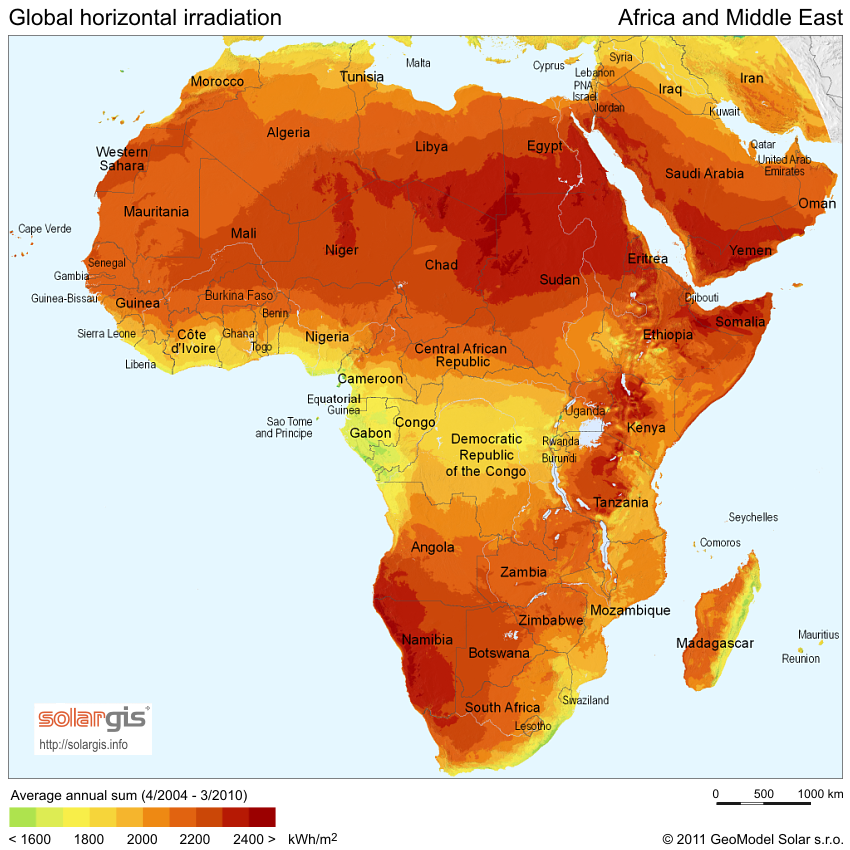
Сонячна радіація (англ.)
Кліматична карта Габону (за Кеппеном)

Габон є членом Всесвітньої метеорологічної організації (WMO), в країні ведуться систематичні спостереження за погодою.

## Внутрішні води
Загальні запаси відновлюваних водних ресурсів (ґрунтові і поверхневі прісні води) становлять 164 км³. Станом на 2012 рік в країні налічувалось 40 км² зрошуваних земель.

Гідрографічна мережа Габону (фр.)
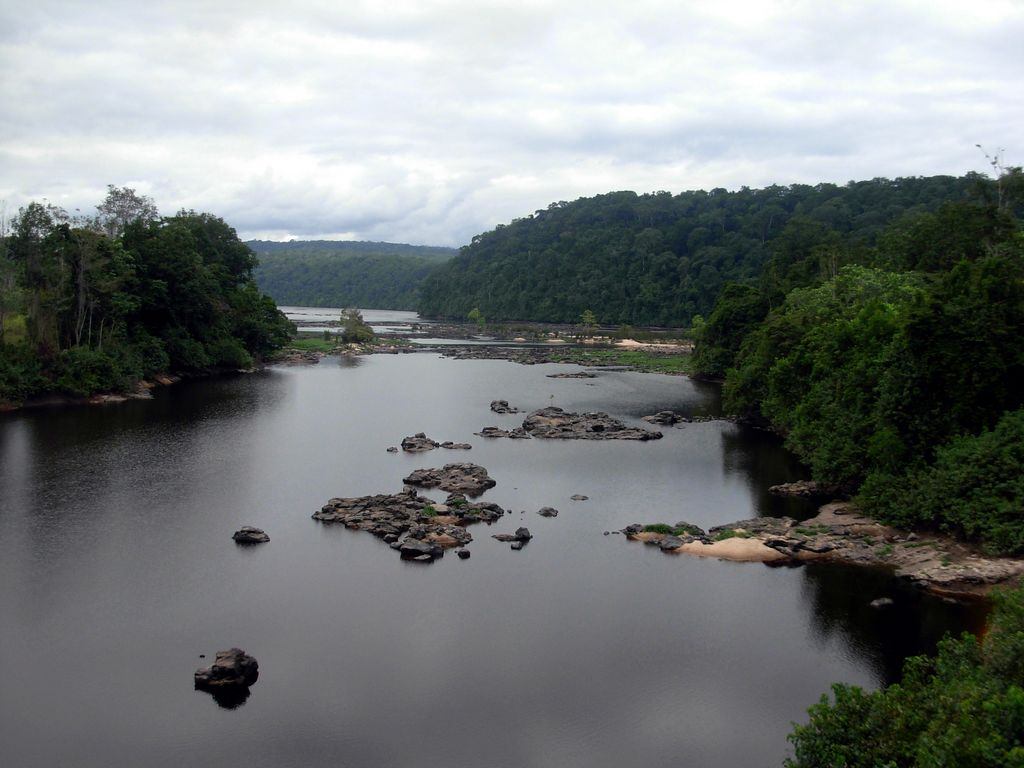
Пороги на річці Огове

### Річки
Річки країни належать басейну Гвінейської затоки Атлантичного океану.

## Рослинність
Земельні ресурси Габону (оцінка 2011 року):
- придатні для сільськогосподарського обробітку землі — 19 %,
  - орні землі — 1,2 %,
  - багаторічні насадження — 0,6 %,
  - землі, що постійно використовуються під пасовища — 17,2 %;
- землі, зайняті лісами і чагарниками — 81 %;
- інше — 0 %[1].

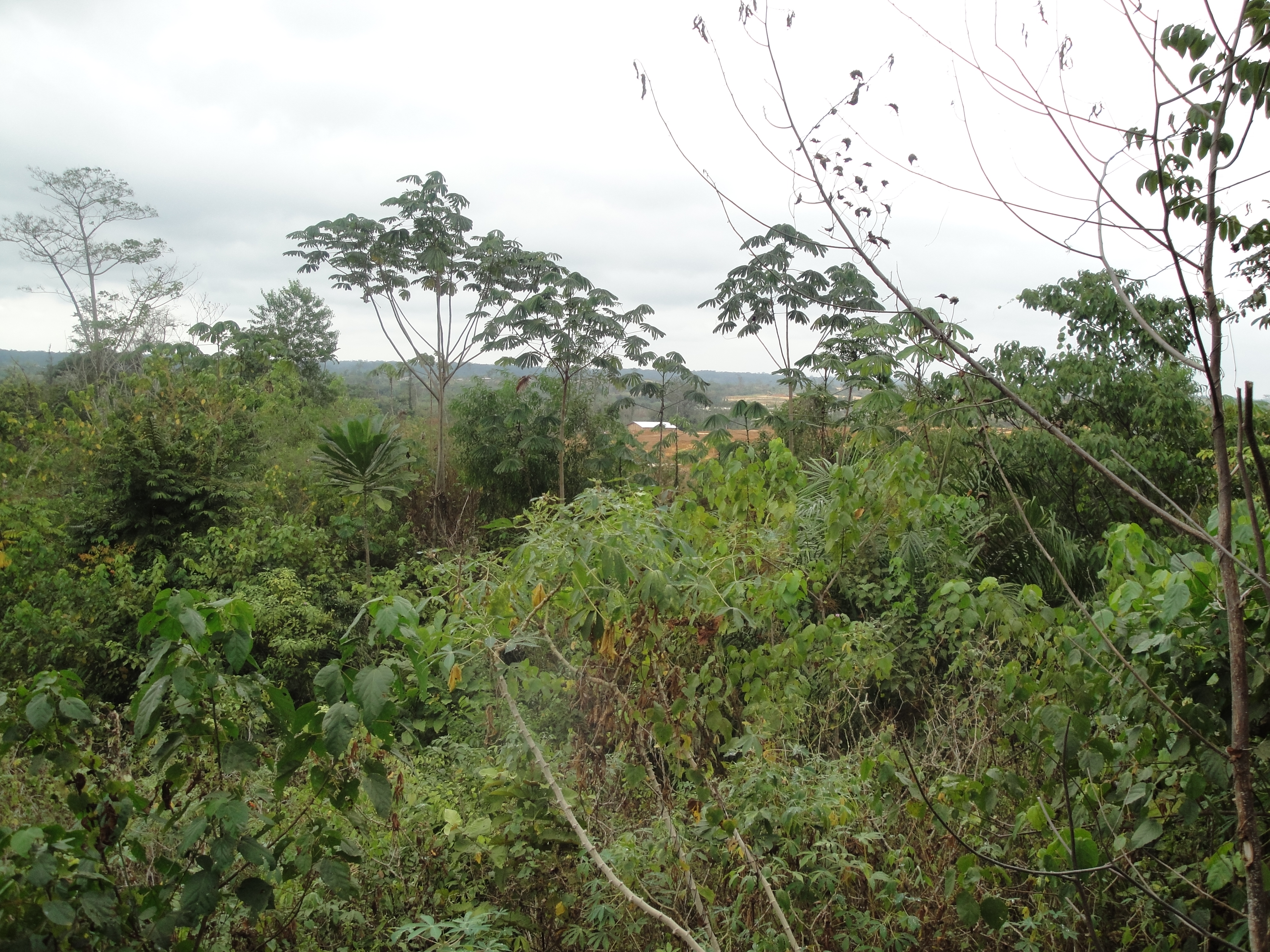
Вторинна тропічна рослинність навколо Лібревілю

## Тваринний світ
Зоогеографічно територія країни належить до Західноафриканської підобласті Ефіопської області.

## Охорона природи
Габон є учасником ряду міжнародних угод з охорони навколишнього середовища:
- Конвенції про біологічне різноманіття (CBD),
- Рамкової конвенції ООН про зміну клімату (UNFCCC),
- Кіотського протоколу до Рамкової конвенції,
- Конвенції ООН про боротьбу з опустелюванням (UNCCD),
- Конвенції про міжнародну торгівлю видами дикої фауни і флори, що перебувають під загрозою зникнення (CITES),
- Базельської конвенції протидії транскордонному переміщенню небезпечних відходів,
- Конвенції з міжнародного морського права,
- Лондонської конвенції про запобігання забрудненню моря скиданням відходів,
- Монреальського протоколу з охорони озонового шару,
- Міжнародної конвенції запобігання забрудненню з суден (MARPOL),
- Міжнародної угоди про торгівлю тропічною деревиною 1983 і 1994 років,
- Рамсарської конвенції із захисту водно-болотних угідь[12],
- Міжнародної конвенції з регулювання китобійного промислу[1].

## Стихійні лиха та екологічні проблеми
На території країни спостерігаються небезпечні природні явища і стихійні лиха: повіді та неочікувані паводки на річках.
Серед екологічних проблем варто відзначити:
- знеліснення;
- браконьєрство.

## Фізико-географічне районування
У фізико-географічному відношенні територію Габону можна розділити на _ райони, що відрізняються один від одного рельєфом, кліматом, рослинним покривом:
- Прибережний район включає низькі покриті лісом гори Майомбе на півдні і низовину, видовжену вздовж всього узбережжя шириною від 30 до 200 км, яка перетинається нижніми течіями декількох річок, в тому числі Оговє головною торговою артерією країни.
- Кришталеві гори розташовані на північ від р. Оговє, сильно розчленовані. Висоти коливаються 150—600 м. Річки утворюють пороги і водоспади. Найвищі і найбільші гори Габону — Шайю (Бірогу) на півдні країни досягають висоти 1580 м (гора Ібунджі).
- Плато Нтем. Низьке плато висотою до 760 м, складене щільними древніми породами, знаходиться на північному сході країни — на схід від Криштальних гір і на північ від р. Оговє. Річки, глибоко врізаючись в поверхню плато, утворюють численні пороги. Поширені вологі тропічні ліси.
- Плато Батеке. Низьке плато висотою до 830 м, складене пісковиками. Це найбільш спекотний і сухий район країни.

### Українською
- Атлас світу / голов. ред. І. С. Руденко ; зав. ред. В. В. Радченко ; відп. ред. О. В. Вакуленко. — К. : ДНВП «Картографія», 2005. — 336 с. — ISBN 9666315467.
- Атлас. 7 клас. Географія материків і океанів / Укладачі О. Я. Скуратович, Н. І. Чанцева. — К. : ДНВП «Картографія», 2014.
- Бєлозоров С. Т. Африка : фізико-географічний нарис. — вид. 2-ге, перероб. і доп. — К. : Радянська школа, 1957. — 232 с.
- Барановська О. В. Фізична географія материків і океанів : навч. посіб. для студентів ВНЗ : [у 2 ч.]. — Н. : Ніжинський державний університет ім. Миколи Гоголя, 2013. — 306 с. — ISBN 978-617-527-106-3.
- Габон // Гірничий енциклопедичний словник : [у 3-х тт.] / за ред. В. С. Білецького. — Д. : Східний видавничий дім, 2004. — Т. 3. — 752 с. — ISBN 966-7804-78-X.
- Костів Л. Я. Фізична географія материків і океанів. Африка : навч.-метод. посібник. — Л. : Видавничий центр ЛНУ імені Івана Франка, 2017. — 184 с. — ISBN 978-617-10-0374-3.
- Панасенко Б. Д. Фізична географія материків : навч. посіб. : в 2 ч. — В. : ЕкоБізнесЦентр, 1999. — 200 с.
- Юрківський В. М. Регіональна економічна і соціальна географія. Зарубіжні країни: Підручник. — 2-ге. — К. : Либідь, 2001. — 416 с. — ISBN 966-06-0092-5.

### Англійською
- (англ.) Graham Bateman. The Encyclopedia of World Geography. — Andromeda, 2002. — 288 с. — ISBN 1871869587.

### Російською
- (рос.) Авакян А. Б., Салтанкин В. П., Шарапов В. А. Водохранилища. — М. : Мысль, 1987. — 326 с. — (Природа мира)
- (рос.) Алисов Б. П., Берлин И. А., Михель В. М. Курс климатологии [в 3-х тт.] / под. ред. Е. С. Рубинштейна. — Л. : Гидрометиздат, 1954. — Т. 3. Климаты земного шара. — 320 с.
- (рос.) Апродов В. А. Вулканы. — М. : Мысль, 1982. — 368 с. — (Природа мира)
- (рос.) Апродов В. А. Зоны землетрясений. — М. : Мысль, 2010. — 462 с. — (Природа мира) — ISBN 978-5-244-01122-7.
- (рос.) Габон // Африка: энциклопедический справочник [в 2-х тт.] / гл. ред. А. А. Громыко. — М. : Советская энциклопедия, 1986. — Т. 1. А-К. — 671 с.
- (рос.) Браун Л. Африка. — М. : Прогресс, 1976. — 288 с. — (Континенты, на которых мы живем)
- (рос.) Букштынов А. Д., Грошев Б. И., Крылов Г. В. Леса. — М. : Мысль, 1981. — 316 с. — (Природа мира)
- (рос.) Власова Т. В. Физическая география материков. С прилегающими частями океанов. Южная Америка, Африка, Австралия и Океания, Антарктида. — 4-е, перераб. — М. : Просвещение, 1986. — 269 с.
- (рос.) Гвоздецкий Н. А., Голубчиков Ю. Н. Горы. — М. : Мысль, 1987. — 400 с. — (Природа мира)
- (рос.) Гвоздецкий Н. А. Карст. — М. : Мысль, 1981. — 214 с. — (Природа мира)
- (рос.) Географический энциклопедический словарь: географические названия / под. ред. А. Ф. Трёшникова. — 2-е изд., доп. — М. : Советская энциклопедия, 1989. — 585 с. — ISBN 5-85270-057-6.
- (рос.) Елисеев В. И. По джунглям Конго: (Записки геолога). — 2-е изд., перераб. и доп. — М. : Наука, 1992. — 160 с. — (Человек и окружающая среда) — 9000 прим. — ISBN 5-02-002222-5.
- (рос.) Исаченко А. Г., Шляпников А. А. Ландшафты. — М. : Мысль, 1989. — 504 с. — (Природа мира) — ISBN 5-244-00177-9.
- (рос.) Каплин П. А., Леонтьев О. К., Лукьянова С. А., Никифоров Л. Г. Берега. — М. : Мысль, 1991. — 480 с. — (Природа мира) — ISBN 5-244-00449-2.
- (рос.) Словарь современных географических названий / под общей редакцией акад. В. М. Котлякова. — Екатеринбург : У-Фактория, 2006.
- (рос.) Литвин В. М., Лымарев В. И. Острова. — М. : Мысль, 2010. — 288 с. — (Природа мира) — ISBN 978-5-244-01129-6.
- (рос.) Лобова Е. В., Хабаров А. В. Почвы. — М. : Мысль, 1983. — 304 с. — (Природа мира)
- (рос.) Максаковский В. П. Географическая картина мира. Книга I: Общая характеристика мира. — М. : Дрофа, 2008. — 495 с. — ISBN 978-5-358-05275-8.
- (рос.) Максаковский В. П. Географическая картина мира. Книга II: Региональная характеристика мира. — М. : Дрофа, 2009. — 480 с. — ISBN 978-5-358-06280-1.
- (рос.) Поспелов Е. М. Географические названия мира: Топонимический словарь. — М. : АСТ, 2005.
- (рос.) Габон // Страны Африки. Политико-экономический справочник / ред. В. Солодовников, В. Румянцев. — М. : Издательство политической литературы, 1969. — 318 с.
- (рос.) Физико-географический атлас мира. — М. : Академия наук СССР и Главное управление геодезии и картографии ГУГК СССР, 1964. — 298 с.
- (рос.) Энциклопедия стран мира / глав. ред. Н. А. Симония. — М. : НПО «Экономика» РАН, отделение общественных наук, 2004. — 1319 с. — ISBN 5-282-02318-0.